# Аеропорт Дацін Сарту
Аеропорт Дацін Сарту (IATA: DQA, ICAO: ZYDQ)         — аеропорт (класу 4C), що обслуговує місто Дацін у провінції Хейлунцзян, Китай. Будівництво почалося в 2007 році із загальними інвестиціями в 500 мільйонів юанів, а аеропорт було відкрито 1 вересня 2009 року.

## Зручності
Аеропорт має одну злітно-посадкову смугу довжиною 2600 метрів і шириною 45 метрів, а також будівлю терміналу площею 14 000 квадратних метрів. Він розрахований на обслуговування 1,47 мільйона пасажирів щорічно до 2020 року.